# Julien Maire
Julien Maire (ur. 1969) – francuski artysta multimedialny działający w Berlinie. 

## Życiorys
Jest absolwentem Akademii Sztuk Pięknych w Metzu. Począwszy od połowy lat 90. XX wieku działa w obszarze tzw. nowych mediów, tworząc performance, instalacje multimedialne oraz działania kinematograficzne. Część hybrydowych prac tworzy na żywo. Jego dzieła eksponowane były m.in. na takich festiwalach jak: Ars Electronica, Digital Art Festival, European Media Art Festival, International Film Festival Rotterdam, Sonar, Transmediale, ZKM i innych. 
Jego performance Demi-pas otrzymał wyróżnienie w konkursie Ars Electronica w 2004 roku, natomiast performance Digit i instalacja Exploding Camera zostały wyróżnione w konkursie Ars Electronica (Linz) w roku 2007. Ta druga praca otrzymała również nagrodę Sztuki Nowych Mediów od Fondation Liedts-Meesen w 2008 roku. Praca ta była ponadto finalistą World Technology Award w Nowym Jorku w 2009 roku.
Jego twórczość dekonstruuje i odkrywa na nowo różne technologie mediów audiowizualnych. Odnawia i przywraca widzom stare techniki filmowe lub opracowuje alternatywne interfejsy do tworzenia ruchomych obrazów.

## Wystawy
Najważniejsze wystawy, w których brał udział:
- 2010: Mediations Biennale, Poznań (zbiorowa),
- 2009: Matter and Memory, Woodstreets Galleries, Pittsburg, USA (indywidualna),
- 2009: The French Pavillon, 25. Biennale w Aleksandrii, Egipt (grupowa),
- 2009: SMAK, Gandawa, Belgia (grupowa),
- 2009: Behind the image, Festival Artefact, Leuven, Belgia (grupowa),
- 2008: 5. Seoul International Media Art Biennale, Korea Południowa (grupowa),
- 2008: Elandscapes, Eart Festival, Szanghaj, Chiny (grupowa)[2].